# Thames Trader
Thames Trader — серія вантажівок, розроблених компанією Ford UK, що виготовлялись на заводі в Дагенгемі для європейського ринку (за винятком Німеччини) між 1957 і 1965 роками. Trader також експортувався до Південної Африки, Індонезії та Австралії. З 1963 року Trader також випускався Ebro в Іспанії як Ebro C-400, C-500 і C-550. Крім того, з 1963 року почалося виробництво в Отосані в Туреччині та на заводі Форда в Родезії (Єгипет), після закінчення виробництва в Англії як Ford K-серії.
.

## Моделі переднього контролю

### Дизайн
Особлива конструкція кабіни, яка відрізняє її від інших британських комерційних транспортних засобів, полягала в конструкції переднього керування (або напівпереднього керування), а модель Thames Trader охоплювала набагато ширший діапазон ваги, ніж існуючий звичайний контроль ET Модель Thames або більш рання модель 7V. Обидві ці попередні моделі були засновані на дизайні Ford of America; новий Thames Trader був першим важким рекламним роликом, розробленим британським Фордом (хоча, дивлячись на фари, що оточують фари, натякає на сімейну схожість з американською вантажівкою Ford C series вантажівки середини 1950-х років).

### Механіка та типи колісної бази
Лінійка моделей Thames Trader охоплювала вагу від 2 до 7 тонн, приводилася в дію бензиновими або дизельними двигунами чотири- або шестициліндровий. Автомобілі з меншою вагою були доступні з колісними базами 118 і 138 дюймів, а автомобілі з великою вагою — з колісними базами 138, 152 і 160 дюймів; також був 108-дюймовий самоскид із колісною базою. Крім того, була модель шасі з низькою рамою, яка зазвичай використовується для кузова меблевого фургона.

### Mk2
Версія Mk 2 була представлена в середині 1962 року. Зовні дуже легко відрізнити версії Mk1 і Mk2; Mk1 має слова THAMES TRADER червоного кольору на хромованій смузі в нижній частині отвору капота, а пофарбована в білий колір решітка між фарами має вертикальну перегородку з червоним круглим значком із 4 зірками, тоді як Mk2 має лише слово THAMES під капот і TRADER білими літерами, розташованими між фарами, які замінюють роздільник і значок. Варіанти Mk2 з дизельним двигуном мали хромований значок 4D або 6D на кожному передньому крилі, на Mk1 це був квадратний хромований значок із червоним кольором 4, 6, 4D або 6D для позначення конфігурації двигуна. Нижній край знака мав горизонтальну хромовану смугу, що проходить по довжині нижньої частини крила.

## Моделі нормального керування
Ford розпочав виробництво Thames Trader NC на заводі в Дагенхемі в Англії в 1962 році. Він використовував кабіну, розроблену компанією Ford Germany для їх повільно продаваної вантажівки Ford Köln, виробництво якої було припинено в 1961 році. Позначення NC означало «нормальний контроль», на відміну від «прямого контролю». Після припинення виробництва бренду Thames у 1965 році NC було перейменовано в серію K. Ford Europe знову не ввійде в стандартний сегмент важких фургонів до 1973 року з Ford A series, яка була заснована на меншому Ford Transit.

## Галерея

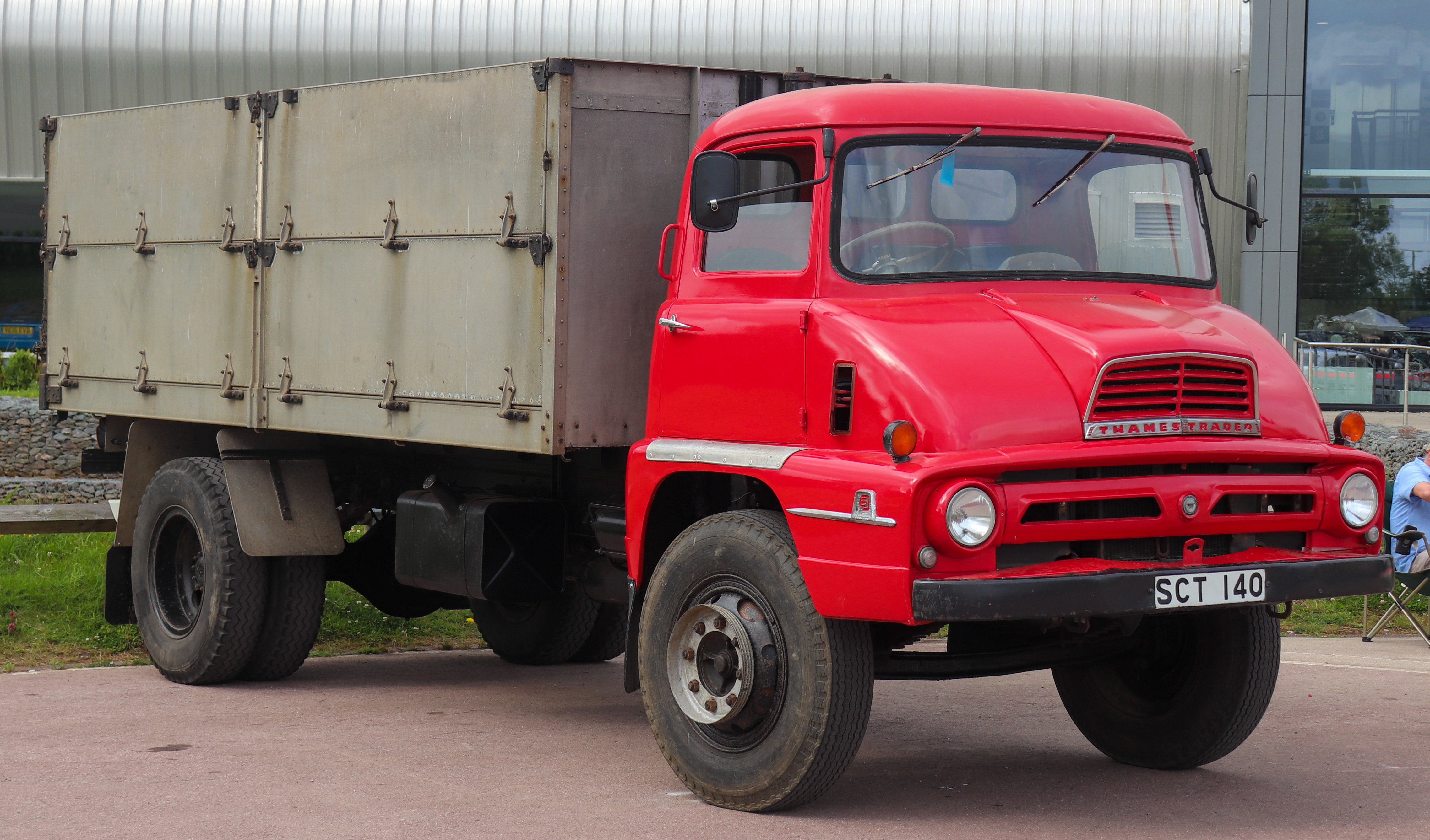
1959 Thames Trader
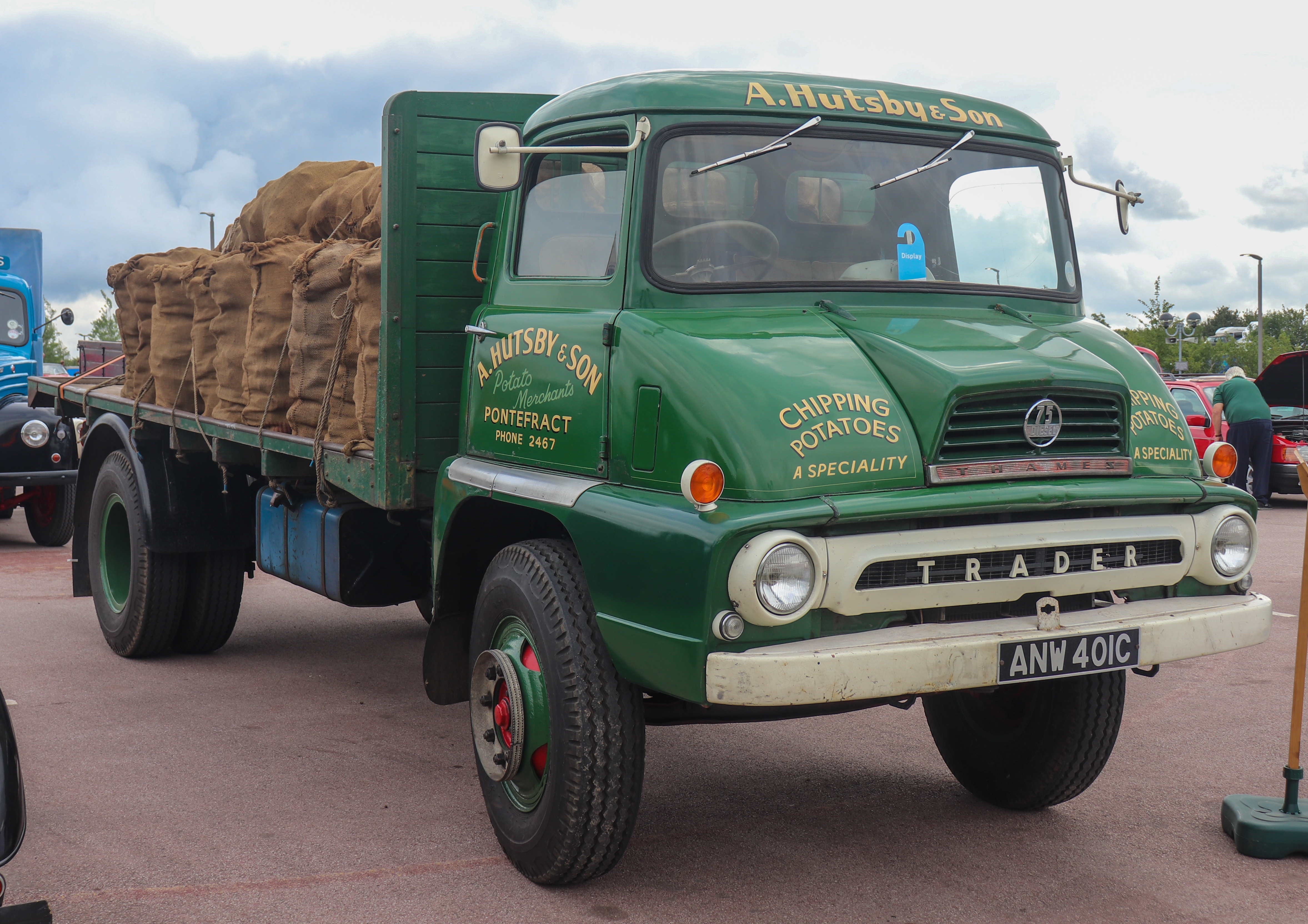
Thames Trader Mark 2
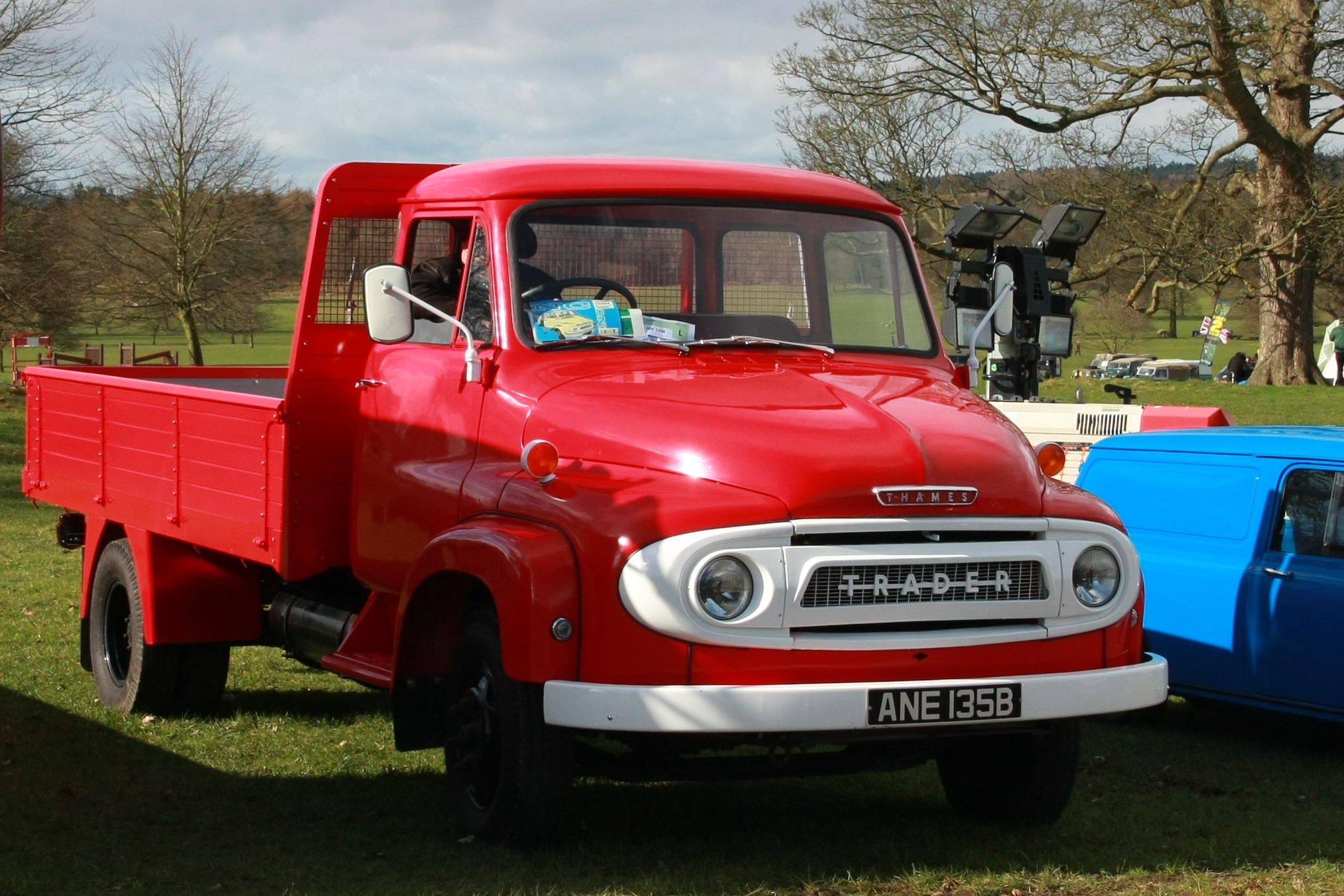
1964 Thames Trader NC